# Square Brizeux
Le square Brizeux est une voie du 20e arrondissement de Paris, en France.

## Situation et accès
Le square Brizeux est une voie privée située dans le 20e arrondissement de Paris. Il débute au 48, rue de la Chine et se termine au 136, rue de Ménilmontant.

## Origine du nom

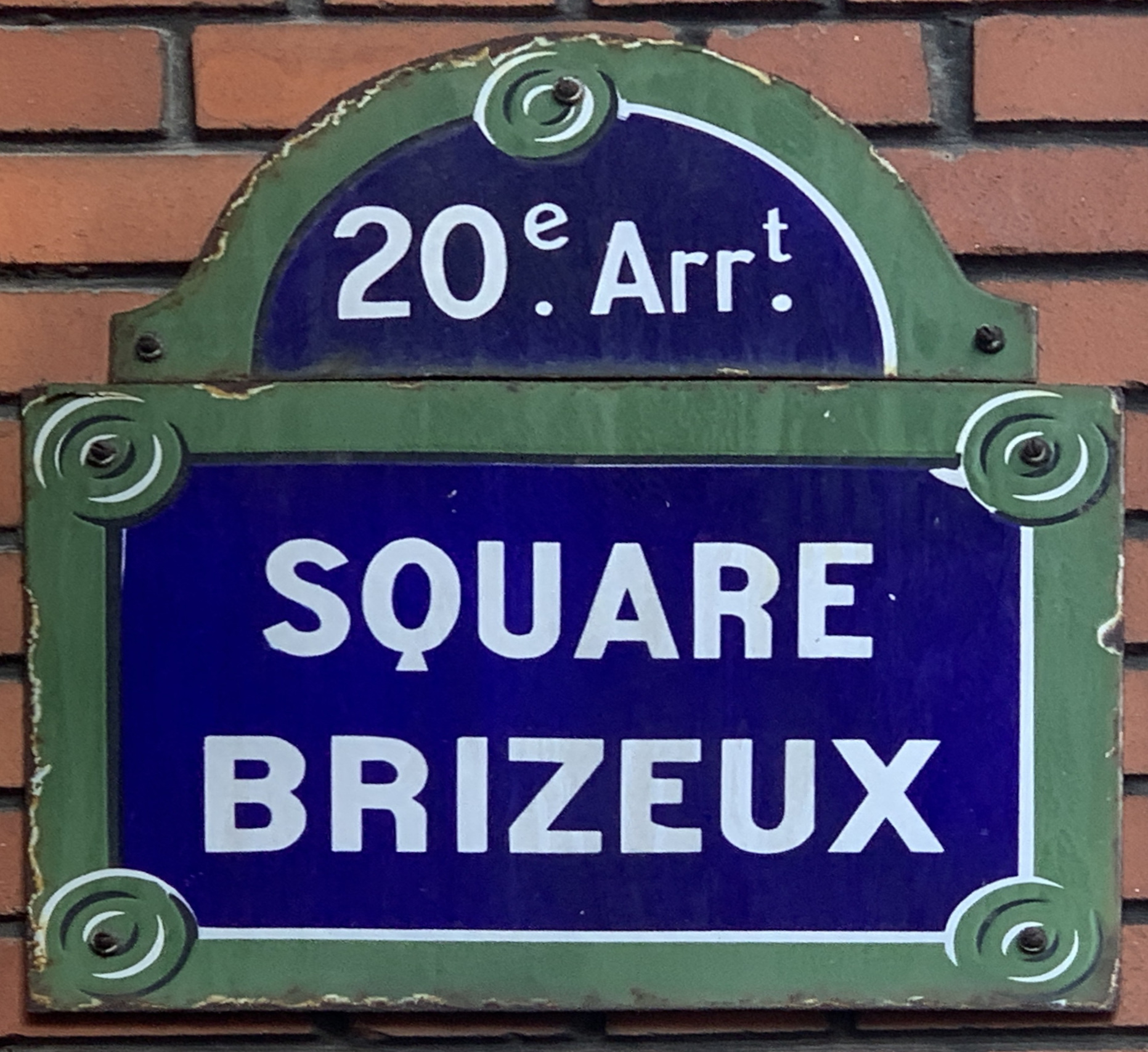
Plaque de la voie.

Elle porte le nom du poète breton Julien Auguste Brizeux (1803-1858).

## Historique
Cette voie est ouverte en 1934 et prend sa dénomination actuelle en 1935.